# Michael Irmer

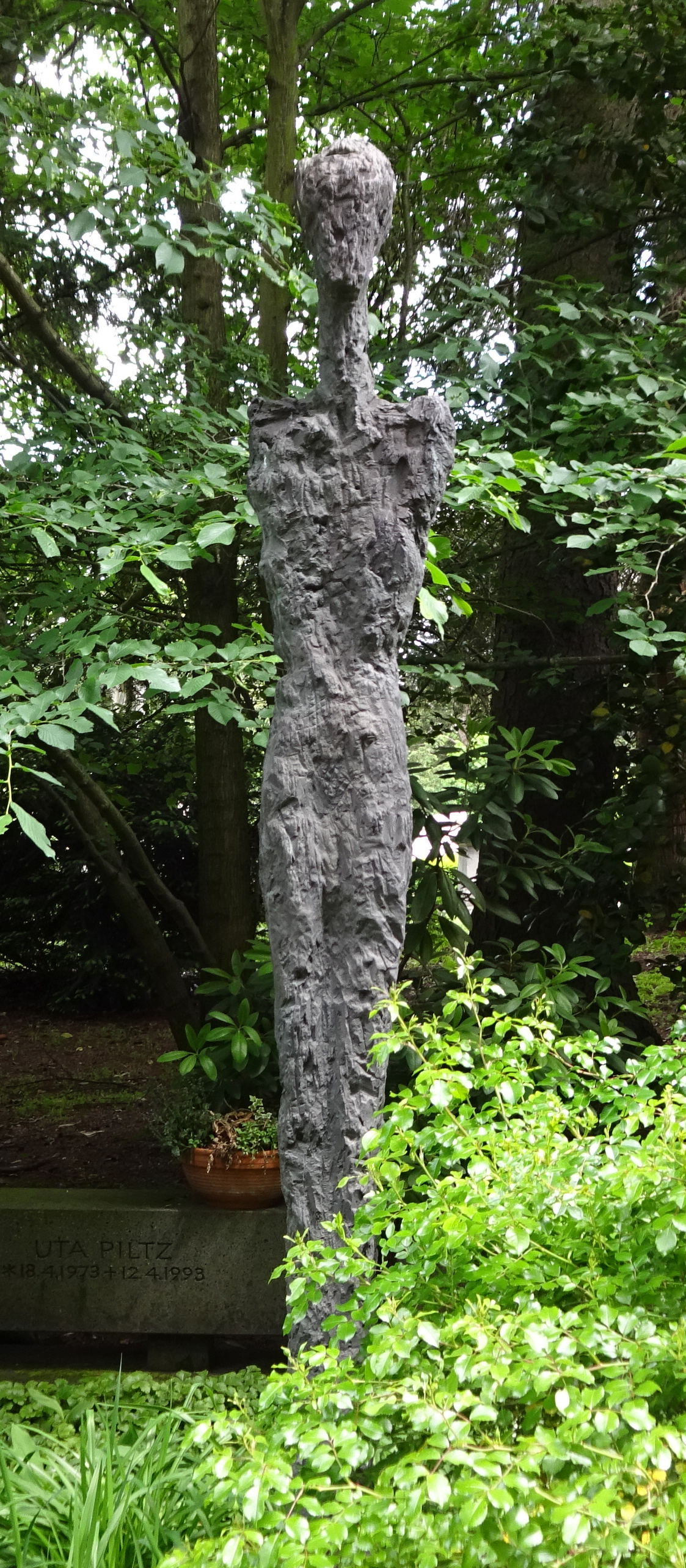
Grabstätte Piltz-Rumler, Nordfriedhof Düsseldorf (2019)

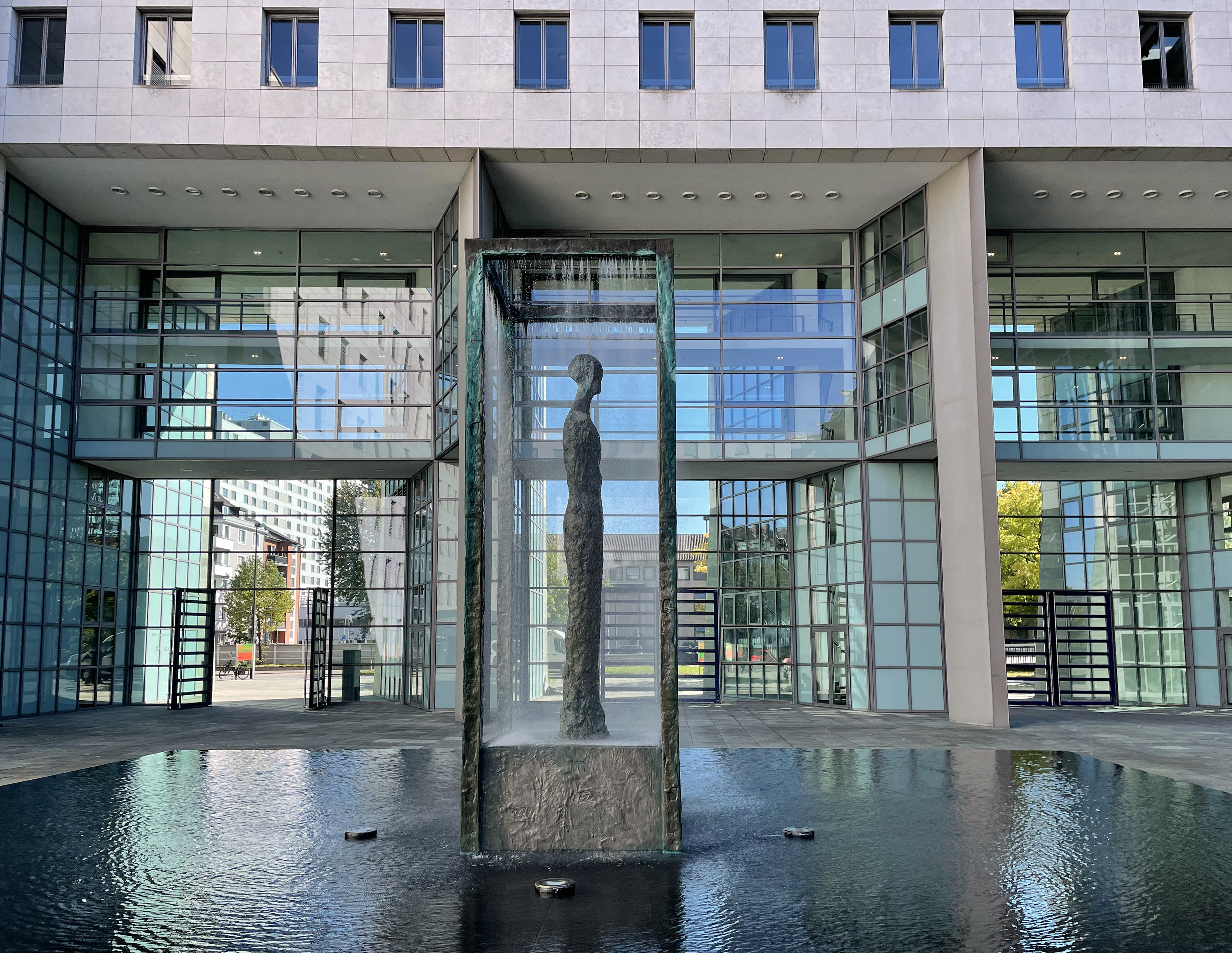
Brunnenanlage im Innenhof des Gebäudekomplex an der Uerdinger Straße, Düsseldorf-Golzheim

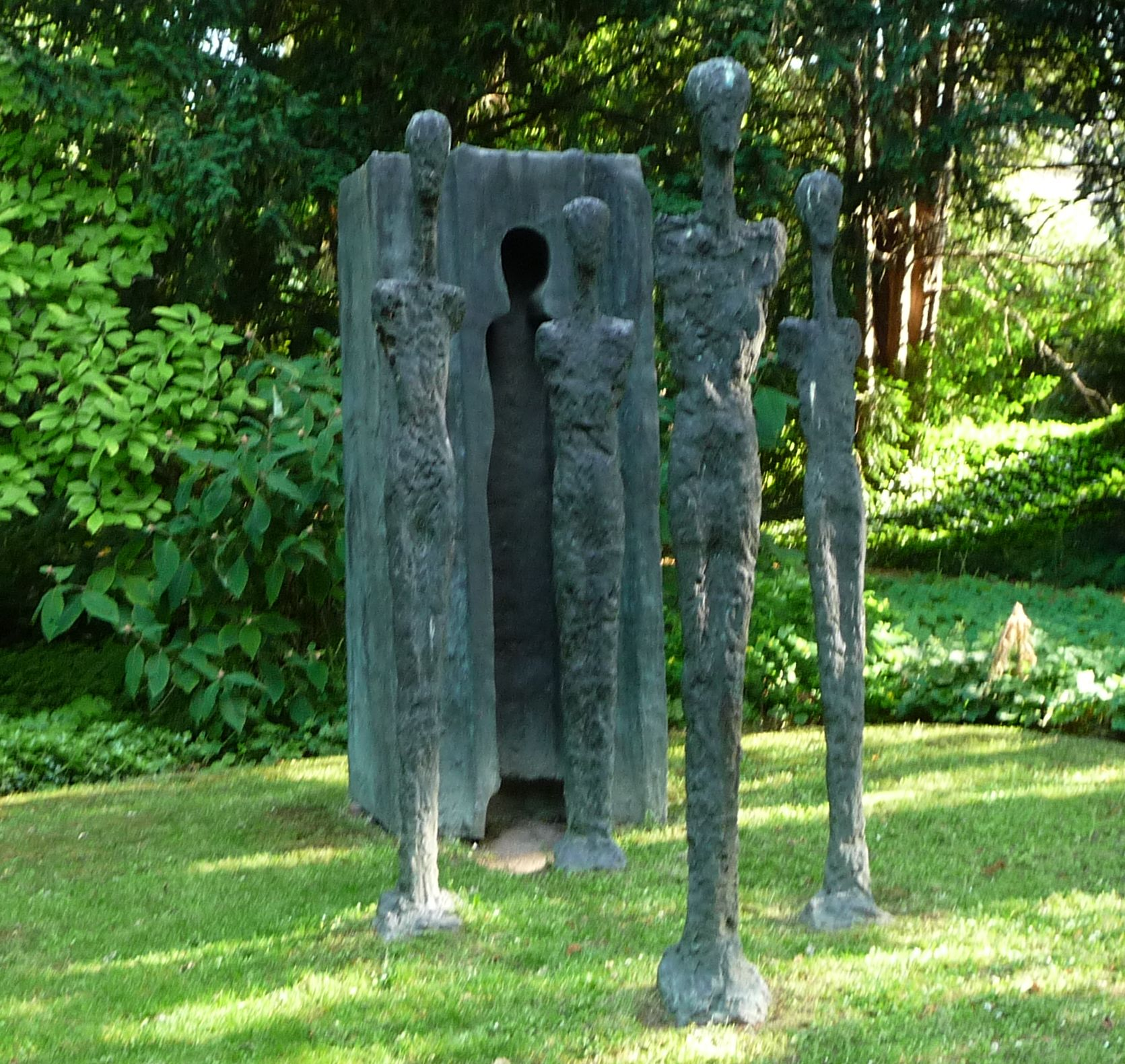
Figuren vor Block im Luisenpark Mannheim

Michael Irmer (* 8. April 1955 in Duisburg; † 28. August 1996 in Hamburg) war ein deutscher Bildhauer und Maler.

## Leben
Der 1955 in Duisburg geborene Michael Irmer schrieb sich, nach einer Lehre zum Steinmetz bei Bernd Bodechtel in Düsseldorf und Zivildienst als Altenpfleger, 1978 an der Kunstakademie ein. Irmer studierte ein Semester bei Dieter Krieg, vier Jahre Gerhard Hoehme und ein Jahr bei Erwin Heerich. 1984 wurde Irmer Heerichs Meisterschüler und im selben Jahr wurde ihm der Förderpreis der Stadt Düsseldorf für Bildende Künste zuerkannt. Ab 1985 war er als freischaffender Künstler in Düsseldorf tätig und bezog ein Atelier an der Klever Straße. Im selben Jahr heiratete Irmer die Malerin Nicola Wisbrun (* 1959), die fast zeitgleich ab 1979 an der Kunstakademie Düsseldorf studiert hatte und von 1984 bis 1985 Meisterschülerin von Konrad Klapheck gewesen war. Aus der Ehe gingen fünf Kinder hervor. 1987 erhielt Michael Irmer ein Atelier im Künstlerhaus des Vereins der Düsseldorfer Künstler an der Sittarder Straße. Seine Werke und limitierte Editionen ließ er in der Bildgießerei von Raimund Kittl in Düsseldorf fertigen. 1988 erkrankt Irmer schwer, wird wochenlang künstlich beatmet, und verlässt nach fünf Monaten das Uni-Klinikum mit Nahtoderfahrung. Zum Dank für die lebensrettende Behandlung schenkte er der Uni-Klinik eine Plastik aus Stahl. „Wenn ich zu malen beginne“, sagte er damals, „spüre ich, wer ich bin, ich erkenne meine Winzigkeit“. Ende August 1996 verunglückte er auf der Autobahn vor Hamburg und verstarb im Krankenhaus.
Anfänglich orientierte sich seine Malerei an der Natur und der Kunstgeschichte im Stil von Magritte und Braque. Zu Beginn seiner Karriere haderte er mit sich, mit Vorbildern, mit seinen Motiven. Er arbeitete plastisch, stellte Figuren aus Fundstücken her und deformierte diese bis zur Zerstörung. Ab 1980 wurden seine Bilder dunkler und erdiger. Selbst wenn er malte sah er sich als Bildhauer. Bis seine hochgewachsenen Figuren ohne Arme und Gesichter Räume einnahmen vergingen Jahre. Wie ein Besessener brachte Irmer die Gestalten immer wieder neu ins Bild. Er zeichnete sie, goss sie in Bronze, schuf sie aus dicken Farbschichten als Relief und ritzte ihre Konturen in Öl. Irmers Wesen ruhen still und standhaft in sich. Seine stilisierten und vereinzelten menschlichen Figuren erinnern an die Skulpturen Alberto Giacomettis.

## Werke (Auswahl)
- 1985: Ohne Titel, Gemälde, Öl auf Leinwand, 30 × 40 cm, Museum Kunstpalast, Düsseldorf
- 1986: Prozess , Künstlerbuch: 24 Seiten mit 10 eingebunden Farboffsetlithographien/Pergament, Auflage 300 Exemplare, Herausgegeben von Ralph Kleinsimlinghaus, Düsseldorf.
- 1987/1989: Ohne Titel, Gemälde, Mischtechnik auf Leinwand, 130 × 70 cm, Museum Kunstpalast, Düsseldorf
- 1989: Universitätsskulptur (alternativer Titel: Patienten-Plastik), Stahl auf Stahlplatte, Höhe der Figur 2,17 m, Höhe des Tores 2,5 m, Moorenstraße, Düsseldorf-Bilk
- 1990: Halbfigur, Skulptur, Wachs über Gips, partiell braun gefasst, 40,5 × 12,5 × 10,5 cm[3]
- 1992/1997: Figuren vor Block. Der Architekt Walter Brune hatte die Bronzen angekauft. Skulpturengruppe im Prinzenpark, Hansaallee/Prinzenallee, Düsseldorf-Heerdt[4]
- 1992: Figuren vor Block, am Heinrich-Vetter-Weg, Luisenpark Mannheim
- 1993: Skulptur aus Bronze auf der Grabstätte der Familie Klaus Piltz und Ansgar Rumler, welche 1993 bei einem Lawinenunglück in Tirol verunglückten, Nordfriedhof Düsseldorf; die Skulptur wurde im August 2024 gestohlen.
- 1994: Pferd mit Reiter, Bronze, braun patiniert, 51,5 × 37,5 × 28,5 cm[5]
- 1994: Jüngling, Skulptur aus Bronze, seit 1997 auf dem Campus der Heinrich-Heine-Universität, vor dem Rektorat, Düsseldorf-Bilk
- 1993–1996: Ohne Titel, Brunnenanlage mit Skulptur aus Bronze in Glasvitrine, Uerdinger Straße 88 im Innenhof, Düsseldorf-Golzheim (Im Jargon der IKB-Banker, welche vor Ort ihren Sitz hatten, wurde die Skulptur „Im Regen stehen gelassener Kunde“ genannt.)